# Slant Magazine
Slant Magazine – amerykański internetowy magazyn kulturalny założony w 2001 roku przez Eda Gonzaleza i Sala Cinquemaniego, rozwijany przez grono redakcyjnych autorów oraz współpracowników. Jest poświęcony recenzjom filmowym, muzycznym, gier komputerowych, telewizyjnym, wideo, teatralnym i książkowym oraz bieżącym wydarzeniom kulturalnym. Serwis był notowany w rankingu Alexa na miejscu 64711.

## Historia i profil
Slant Magazine został założony w 2001 roku przez Eda Gonzaleza i Sala Cinquemaniego. Szybko stał się znany z ostrej krytyki popkultury. Stworzył sobie z czasem jedyną w swoim rodzaju niszę w świecie filmu, muzyki oraz innych dziedzinach. Jego autorzy pojawiali się w programach MSNBC, BBC, CNN i NPR, pisywali dla The New York Times, The Village Voice, The Brooklyn Rail oraz dla innych wydawnictw.

## Listy roczne
Począwszy od 2011 roku magazyn publikuje roczne zestawienia najlepszych albumów (25 Best Albums), filmów (25 Best Films, Top 10 Films), a od 2018 roku – również najlepszych programów telewizyjnych (25 Best TV Shows).

## Popularność
Slant Magazine stał się jedną z najpopularniejszych stron internetowych z recenzjami filmowymi i muzycznymi, mając ponad pół miliona użytkowników spośród wszystkich branż, zawodów i kategorii wiekowych i notując 1,5 miliona odsłon miesięcznie.

## Reklama
Slant Magazine prowadzi działalność reklamową na rzecz zarówno dużych podmiotów (między innymi: Toyoty, Paramount Pictures, Warner Music Group, FX Networks, NBCUniversal, Lionsgate i Museum of Modern Art), jak i niewielkich wytwórni płytowych czy niezależnych firm marketingowych.